# جورج پل
جورج پل (انگلیسی: George Pell؛ زادهٔ ۸ ژوئن ۱۹۴۱) یک کاردینال استرالیایی کلیسای کاتولیک است. او خزانه دار ارشد واتیکان و عضو شورای مشاوران کاردینال بود. پل در سال ۲۰۱۸ میلادی به اتهام ارتکاب جرایم جنسی در استرالیا توسط اعضای یک هیئت منصفه دادگاه گناهکار شناخته شد، او متعاقباً به شش سال حبس محکوم شد، هیئت منصفه نتیجه‌گیری کرده بود که پل در سال ۱۹۹۶ دو پسر عضو گروه همسرایان را در کلیسای جامعی در ملبورن هدف آزار جنسی قرار داده‌است، او در دادگاه اعلام بی‌گناهی کرد. در نهایت در سال ۲۰۲۰ دیوان عالی استرالیا این حکم را نقض کرد. او بلندپایه‌ترین چهره کلیسای کاتولیک بوده‌است که در ارتباط با جرایم جنسی علیه کودکان زندانی شد و بیش از یک سال از مجموع ۶ سال حبس خود را سپری کرد.

## درگذشت
در ۱۰ ژانویه ۲۰۲۳، در سن ۸۱ سالگی، پل پس از عمل جراحی لگن در بیمارستان سالواتور موندی در رم، در حالی که چند روز قبل در مراسم تشییع جنازه پاپ بندیکت شانزدهم شرکت کرده بود، بر اثر ایست قلبی درگذشت. برنامه‌هایی برای بازگرداندن بقایای پل به استرالیا و دفن آنها در کلیسای جامع مریم مقدس در سیدنی پس از تشییع جنازه او در واتیکان اعلام شد.